# Jean Sarradet
Jean Sarradet ou Jean-Georges Sarradet alias Durif puis Jacques Garcia, né le 4 janvier 1937 et mort le 27 décembre 1962), est un étudiant en science politique à Alger, membre actif du Front nationaliste pendant la guerre d'Algérie. Pied-Noir issu d'une famille de pionniers de la Mitidja mais également descendant de Juifs Algérois, appartenant à l'Association générale des Elèves des lycées et collèges d'Algérie (Agelca) créée par Jacques Roseau en décembre 1957, il rejoint l’Organisation armée secrète (OAS), devient agent de liaison du lieutenant Pierre Delhomme, responsable des Commandos Z (zonaux), puis adjoint du colonel Roland Vaudrey responsable OAS de la zone «Alger-Sahel » (TZ 109).

## Biographie
Jean Sarradet étudiant à l'Institut des Sciences politiques d'Alger, membre de Jeune Nation, rallie le Front nationaliste. Partisan de l'Algérie française, il épouse les causes de l'OAS. En 1961, il est arrêté avec Pierre Delhomme. Blessé lors d'une fusillade, il est arrêté et conduit à l'hôpital d'où il s'évade pour se réfugier avec sa compagne, à Alger au quartier Baïnem. 
Jean Sarradet, par pragmatisme, face à la politique de dégagement menée par le général de Gaulle, finit par abandonner l'idée d'intégrité du territoire et se replie derrière un projet de partition de l'Algérie, sur le modèle élaboré par Alain Peyrefitte. Il croit en une « troisième voie », une Algérie fédérale, c'est-à-dire une république « Pied-Noir ». A l'automne 1961, avec Michel Leroy, il entre en relation avec un haut fonctionnaire de la Délégation générale, Constantin Melnik, conseiller de Michel Debré, pour obtenir l'écoute des représentants du gouvernement français,  et une partition de l’Algérie. Le 26 décembre 1961 lors d'une réunion du « Soviet des capitaines » de l'OAS, Sarradet tente sans succès, en présence de Leroy et Villard, de rallier les membres présents à sa cause. Celui-ci obtient un non décisif qui sera sanglant. Cette conspiration découverte (plan Béquille), le capitaine Philippe Le Pivain est mis au courant. Michel Leroy, Jean Sarradet et Anne sa compagne, sont condamnés à mort par le Tribunal de l'OAS. Jean Sarradet et Anne se cacheront pour sauver leur vie et seront graciés. 
De toute manière, le gouvernement, à la mi-janvier 1962 refusera de donner suite à son projet de partition, au prétexte qu'« on ne discute pas avec des factieux » – alors que de Gaulle lui-même avait agité à plusieurs reprises cette idée de partition l’année 1961. Ce qui fera dire au général Jouhaud, indigné : « On ne traite probablement qu’avec les fellagha. » Et à Jean Sarradet, le jour même du 15 janvier 1962, date du refus du gouvernement de négocier :   
« Quel flot de rancœur cette réponse ne soulève-t-elle pas en moi ! […] Ce 15 janvier, vous nous avez doublement poignardés dans le dos, car nos efforts et nos vies étaient sans discussion, sacrifiés dans cette courte phrase, car notre pays l’était aussi. Le mot « factieux » n’était pas une injure mais un non-sens : la France n’avait et n’a aucun droit sur nous. Nous lui avons donné nos morts et son honneur en 40. En paiement nous ne lui demandions que notre liberté et le droit de nous défendre seuls. […] Le 15 janvier TOUT pouvait être fini. Que celui, que ceux, qui n’ont pas su ou n’ont pas voulu le comprendre, portent seuls le poids du sang qui coulera. »
Le colonel Roland Vaudrey membre de l'OAS et Jean Sarradet, envisagent, par des manifestations pacifiques, de forcer le blocus du quartier de Bab-el-Oued à Alger. Cette manifestation est prévue le 26 mars 1962. Le préfet d'Alger Vitalis Cros interdit la manifestation. Des citoyens français Algérois, civils non armés, partisans de l’Algérie française, défilent  le jour prévu devant la Grande Poste de la rue d’Isly.  La population se heurte à un barrage tenu par l'armée française qui mitraille la foule. Cette fusillade de la rue d’Isly est appelée « massacre de la rue d'Isly ».   
Le 7 juin 1962, sous le nom de Jacques Garcia, Jean Sarradet, tient une conférence de presse improvisée  au nom de l'Union générale des travailleurs français d'Algérie (UGTFA) . Il est entouré de jeunes « pieds-noirs » armés devant quelques journalistes. Il déclarera « L'OAS a perdu la partie. Je demande que tout le monde remette les armes au vestiaire... ».   
Le 27 décembre 1962 au lieu-dit « La montagne » près de la ville de Beaune, Jean Sarradet reconverti représentant commercial en vin de Bourgogne, est découvert, avec ses parents, inanimé. L'autopsie conclut à une mort accidentelle par asphyxie due à un chauffage défaillant. Cependant Clément Steuer, dans son livre  « Histoire et perspectives méditerranéennes » parle d'assassinat  .

## Le partisan d'une partition de l'Algérie
Voici ce que le général Jouhaud, un des principaux dirigeants de l’OAS, dit de lui : 
« Jean Sarradet, chef des « commandos Z » [du Front nationaliste], ne croyait pas aux chances d’une Algérie française unitaire. Il constatait avec amertume que la Métropole ne s’intéressait qu’à la manière dont les rebelles recevraient de ses mains l’Algérie. Le sort réservé aux pieds-noirs lui importait peu. Or, si lui, natif d’Algérie, comprenait le comportement des Musulmans qui se ralliaient au F.L.N. en réclamant leur indépendance, il ne pouvait admettre que ses compatriotes soient contraints à l’exil. Il pensait, d’autre part, que les chefs de l’O.A.S. faisaient fausse route en maintenant l’idée de l’intégrité du territoire. La réalité lui paraissait s’éloigner de plus en plus des clichés du 13 mai. Il en concluait, selon Anne Loesch, qu’il « fallait que la communauté pied-noir soit protégée dans son originalité, qu’elle soit démystifiée, mise en face d’elle-même, et qu’elle cesse d’appeler en vain sa nourrice qui s’en va : qu’elle s’assume, faute de quoi elle sera éliminée. Qu’on nous laisse donc seuls assurer notre défense et notre survie, poursuivait-il. La France veut partir ? Qu’elle parte ! Qu’elle retourne à sa rive, qu’elle s’étourdisse et se dévirilise dans le douillet de son confort et la bêtise de ses chanteurs de twist... Que la France nous laisse seulement le temps de nous organiser et de nous armer. Nous lui offrons en échange la solution immédiate d’un projet épineux. » Qu’était-elle ? La partition. 
« Jean Sarradet, fort de l’appui de ses camarades du Front nationaliste, va prendre contact avec le gouverneur Petitbon, délégué général à la Jeunesse et aux Sports, par l’intermédiaire de M. de Messmet, fonctionnaire à « Rocher-Noir ». Il lui répétera ses arguments et, « refusant de faire la pantomime devant quarante-cinq millions d’aveugles et de sourds », devant le rapport des forces qui nous accablait, la conjonction France-F.L.N. finirait par triompher. Sarradet n’était pas hostile à l’indépendance, mais il rappelait qu’elle ne se méritait pas au nombre de têtes coupées et de fermes brûlées. Il voulait, de ce fait, ramener le problème à ses vraies proportions en partant d’une échéance fatale : l’indépendance de l’Algérie décidée par Paris. Se refusant à accepter l’illusion d’un amalgame en une Algérie indépendante, la communauté pied-noir devait trouver une solution lui permettant de vivre en paix sur son sol natal : d’un côté les pieds-noirs, de l’autre les nationalistes musulmans. »